# Lars Kragh Andersen
Lars Kragh Andersen (født 8. december 1980), også kendt i medierne som Licens-Lars, er en dansk anarkokapitalistisk politisk aktivist, selverklæret internet-troll og tidligere politibetjent. Lars Kragh Andersen er i dag bl.a. podcastvært og YouTuber. Han er ved forskellige lejligheder blevet idømt bøder og betinget og ubetinget fængsel for overtrædelser af bl.a. straffeloven, våbenloven og persondataloven.

## Baggrund
Lars Kragh Andersen aftjente sin værnepligt hos Livgarden og var med denne udsendt som sergent på KFOR hold 6 i Kosovo i perioden februar-august 2002. I 2003 startede han på uddannelsen som skibsofficer hos A.P. Møller - Mærsk, hvor han nåede at sejle en gang på containerskibet Axel Mærsk (en), inden han i 2005 afbrød studiet for i stedet at søge ind på Politiskolen.[kilde mangler] Andersen voksede op i Næstved.

## Aktivisme

### Kampagne mod licensbetalinger
Lars Kragh Andersen er også kendt som Licens-Lars. I 2010 lukkede Facebook hans side Støt Lars' kamp mod DR Licens som følge af en henvendelse fra DR. I gruppen havde Lars Andersen opfordret folk til at undlade at betale licens samt forklaret, hvordan han bevidst forsøgte at besværliggøre licensmedarbejdernes hverdag ved bl.a. at bede om aktindsigt i sin sag, og opfordret andre til at gøre det samme. Ifølge DR's advokat var siden dermed ulovlig og ansvarspådragende. Siden havde 15.000 medlemmer, da den blev lukket, og en tilsvarende side genopstod i en ny version få dage efter lukningen af den første.
Efter nogle år i åbent forum blev Støt Lars' kamp mod DR Licens endnu engang lukket ned, efter klage til Facebook i juni 2014.

### Hashsalg og afgang fra politiet
Lars Kragh Andersen vakte opsigt i 2010, da han i et indlæg skrev, at han gik ind for at man skulle have lov til at bære narkotika lovligt og i sit arbejde som politibetjent kunne finde på at kigge den anden vej, hvis han antraf personer i besiddelse af et kilo hash. Samtidig anklagede han sine kollegaer og chefer hos politiet for at håndhæve loven uden at tænke over, om den var rimelig. Indlægget skabte røre i politiet, hvor Politiforbundet bad om en undersøgelse. Lars Kragh Andersen blev indkaldt til et møde hos Rigspolitiet, hvor han afleverede sin opsigelse. Københavns Politis personalechef udtalte efter mødet, at det var en løsning, som alle parter var tilfredse med. Episoden førte til, at flere medier begyndte at omtale ham som "Hash-Lars".
I 2011 solgte Lars Kragh Andersen hash via firmaet "Narkosalg for Frihed" under CVR-nummer 32900232. Lars Kragh forsøgte blandt andet at starte narkosalget via opslag på justitsminister Morten Bødskovs og den konservative retsordfører Tom Behnkes åbne Facebook-sider. I 2013 blev han idømt 14 dages betinget fængsel for dette og fem andre forhold, han var tiltalt for. I følge Lars Andersen selv tabte han penge på hashhandlen, men gjorde det som politisk manifestation

### Overtrædelse af racismeparagraffen
13. januar 2012 blev Lars Kragh Andersen idømt en bøde på 10.000 kr. for at overtræde straffelovens racismeparagraf. Årsagen var, at han i kølvandet på, at daværende folketingsmedlem Jesper Langballe samt Lars Hedegaard havde fået en dom efter samme paragraf for udtalelser om, at muslimske mænd voldtog og dræbte deres døtre, i et indlæg skrev :"Jeg er overbevist om, at muslimske mænd i meget stort omfang verden over både voldtager, mishandler og slår deres døtre ihjel".
Andersen har om sin udtalelse tilføjet, at overgreb skulle bunde i et resultat af en "defekt menneskefjendsk kultur". Han forklarede, at udtalelsen var et "bevidst og forsætligt" forsøg på at blive dømt efter racismeparagraffen med formålet at starte en diskussion om "denne foragtelige og frihedskrænkende bestemmelse", men samtidig at han "men[te] hvert et ord, [han] skrev".
29. maj 2012 blev Lars Kragh Andersen sigtet af Københavns Politi for besiddelse af cannabis til eget forbrug og videresalg, samt for at have overtrådt racismeparagraffen ved at have skrevet nedladende om kristne, Jehovas vidner og pædofile.

### Offentliggørelse af ministres CPR-numre
I 2014 lækkede Lars Kragh Andersen CPR-numrene på blandt andre daværende statsminister Helle Thorning-Schmidt og forsvarsminister Nicolai Wammen. Han trykte også CPR-numrene på T-shirts, som han solgte i sin netbutik. Året efter blev han idømt en betinget fængselsdom på 30 dage for denne overtrædelse af persondataloven. Ved denne lejlighed var hans forsvarsadvokat Rasmus Paludan.
16. april 2021 blev Lars Andersen anholdt og sigtet for på ny at have offentliggjort flere ministres, heriblandt statsminister Mette Frederiksens, CPR-numre. Samme dag blev han fremsat i grundlovsforhør og varetægtsfængslet frem til d. 12. maj, hvorefter han blev løsladt mens sagen er under efterforskning. Gennem sagen havde han Rasmus Paludan som forsvarsadvokat.

### Fængselsdom på 9 måneder
Lars Kragh Andersen blev 20. maj 2020 ved retten i Lyngby idømt 9 måneders ubetinget fængsel for en række overtrædelser af straffeloven. De omfattede bl.a. chikane mod politifolk og opfordring til hærværk på politiets automatiske nummerpladegenkendelsessystemer (ANPG-anlæg). Han blev også dømt for flere tilfælde af overtrædelse af våbenloven, bl.a. ved at have jagtpatroner, som ikke var opbevaret forsvarligt, og for besiddelse af flere såkaldte Totenschlægere. Udover fængselsstraffen blev han dømt til at betale knap 183.000 kroner i erstatning til Rigspolitiet og Vejdirektoratet. Lars Kragh Andersen besluttede ikke at anke dommen, men Anklagemyndigheden valgte at få sagen prøvet i Østre Landsret med henblik på at få idømt ham en hårdere straf.

### YouTube-kanal
Andersen har blandt andet en YouTube-kanal, der pr. januar 2025 havde ca. 11,4 millioner visninger og næsten 50.000 abonnenter. YouTube fjernede i 2019 flere af hans videoer på grund af påstået hatespeech og diskrimination. Lars Kragh Andersen er desuden medstifter og vært i den politiske podcast "Ytringspligt", som i marts 2023 ophørte.